# KkStB 178
| EWA IVd / kkStB 178 / BBÖ 178 / ČSD 422.0 / SHS/JDŽ 52 / PKP TKp11 / FS 893 / NÖLB 104 / ÖBB 92 BBÖ 178.9 / ÖBB 192 | EWA IVd / kkStB 178 / BBÖ 178 / ČSD 422.0 / SHS/JDŽ 52 / PKP TKp11 / FS 893 / NÖLB 104 / ÖBB 92 BBÖ 178.9 / ÖBB 192 | EWA IVd / kkStB 178 / BBÖ 178 / ČSD 422.0 / SHS/JDŽ 52 / PKP TKp11 / FS 893 / NÖLB 104 / ÖBB 92 BBÖ 178.9 / ÖBB 192 |
| --- | --- | --- |
| Werksfoto der 178.49                                                                                                | | |
| Technische Daten | | |
| | kkStB 178 | BBÖ 178.9 |
| Bauart | D n2vt | D n2t |
| Zylinder-Ø | 420/650 mm | 420 mm |
| Kolbenhub | 570 mm | 570 mm |
| Treibrad-Ø | 1140 mm | 1140 mm |
| fester Radstand | 2470 mm | 2470 mm |
| Gesamtradstand | 3700 mm | 3700 mm |
| Anz. der Rohre | 172 | 172 |
| Heizfl. d. Rohre | 80,30 m² | 80,30 m² |
| Rostfl. | 1,61 m² | 1,61 m² |
| Feuerbüchse | 6,55 m² | 6,55 m² |
| Dampfdruck | 13 bar | 13 bar |
| Steuerung | Winkelhebelsteuerung                                                                                                | Winkelhebelsteuerung                                                                                                |
| Dienstgewicht | 46,0–52,0 t | 46,0 t |
| Adhäsionsgewicht | 46,0–52,0 t | 46,0 t |
| maximale Zugkraft                                                                                                   | 93,0 kN | 93,0 kN |
| Länge | 9,358 m | 9,358 m |
| Wasser | 5,2–7,5 m³ | 5,2 m³ |
| Kohle | 1,5–2,0 t | 1,5 t |
| Leistung | 420 kW | 420 kW |
| Vmax | 50 km/h | 50 km/h |
| minimaler Kurvenradius                                                                                              | 80 m | 80 m |

Die kkStB 178 war eine Tenderlokomotivreihe der k.k. Staatsbahnen (kkStB) Österreichs für den Lokalbahnverkehr, welche auch von verschiedenen privaten Lokalbahnen in Österreich beschafft wurde.

## Geschichte

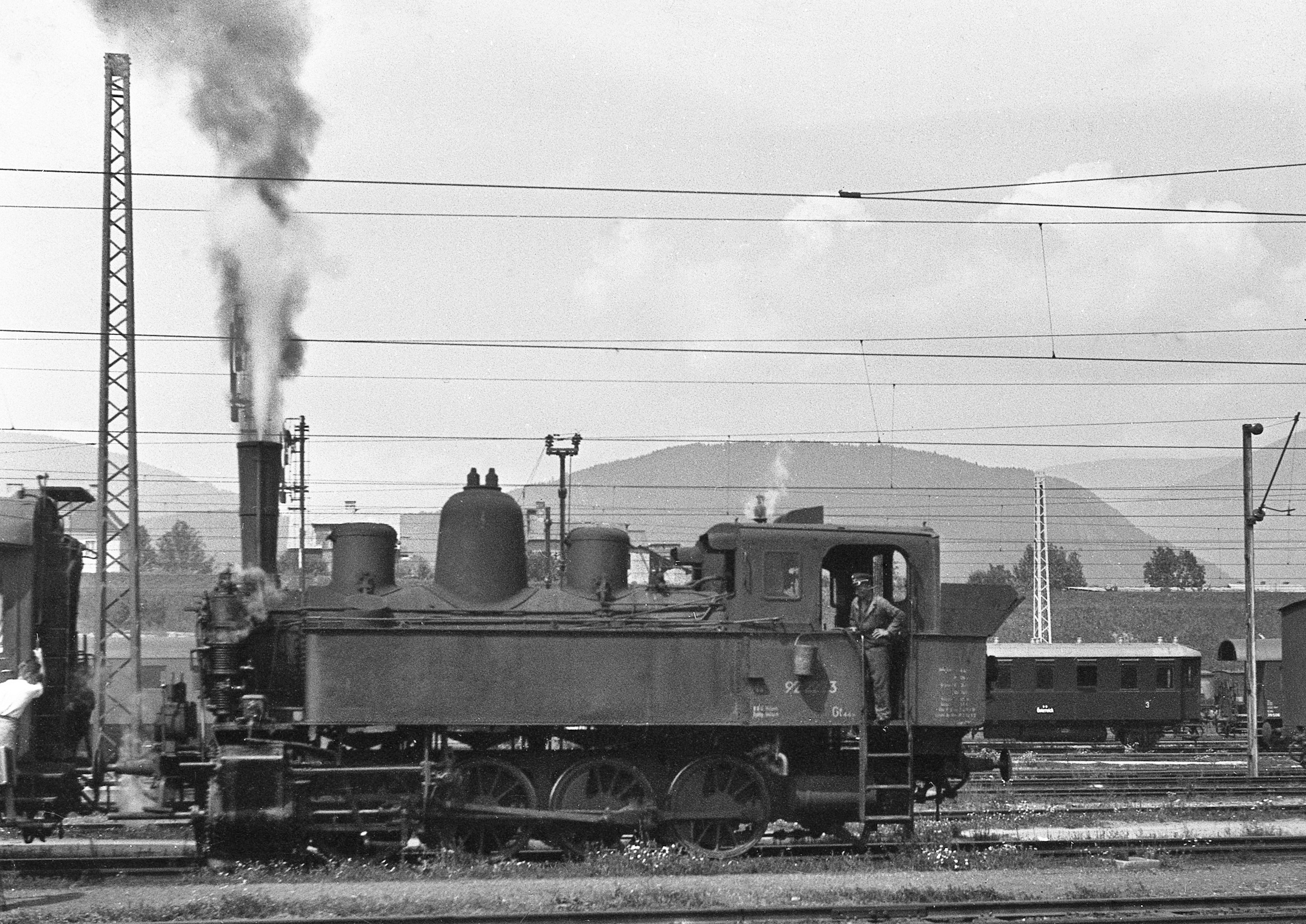
Die ehemalige SchBB 25 bzw. EWA 75 als ÖBB 92.2223 in Villach Hbf. (ca. 1952)

Ende des 19. Jahrhunderts stieg der Verkehr auf der Schneebergbahn (SchBB), die vor allem zum Abtransport der Kohle aus dem Grünbacher Grubenrevier gebaut worden war, wegen des zunehmenden Tourismus auf den Hochschneeberg, der mittels Zahnradbahn erreicht werden konnte, sehr stark an. Da die vorhandenen zwei- und dreifach gekuppelten Nebenbahnlokomotiven dafür nicht mehr ausreichten, beauftragte die AG der Schneebergbahn die Lokomotivfabrik Krauss in Linz, eine kräftige, vierfach gekuppelte Lokomotive zu konstruieren. Krauss konnte sich die Mitarbeit von Karl Gölsdorf sichern, der die neue Type gemäß seinen Vorlieben als Verbundlokomotive konzipierte.
Gölsdorf schuf eine kräftige vierfach gekuppelte Tender-Verbundmaschine, die durch die von ihm konstruierten seitenverschiebbaren Achsen sogar engere Kurvenradien als die alten Dreikuppler zwanglos durchlief. Krauss in Linz lieferte zwei Probemaschinen, welche die Nummern 21 und 22 sowie die Namen „WILLENDORF“ und „KLAUS“ erhielten und sich vorzüglich bewährten. Nachdem die Eisenbahn Wien-Aspang (EWA) 1899 den Betrieb der Schneebergbahn übernommen hatte, bestellte sie bis 1920 weitere acht Stück dieser Lokomotiven. Die damit vorhandenen zehn Stück wurden als Reihe IVd mit den Nummern 71 bis 80 eingeordnet. Im Gegensatz zu den späteren Serien besaßen die Lokomotiven der EWA aufgrund der großen Steigung auf der Schneebergbahn über den Grünbacher Sattel eine Gegendruckbremse.
Die von Gölsdorf bei diesen Maschinen angewandte, von der Heusinger-Steuerung abgewandelte Winkelhebelsteuerung ist nach ihm benannt. Obwohl sie sich bewährte, fand sie weder in Österreich noch sonst in Europa weitere Verbreitung. Lediglich einige Lokalbahn-Typen wurden ebenfalls damit ausgestattet. In den USA aber wurde auf den gleichen Prinzipien basierend die Baker-Steuerung entwickelt, die dort weite Verbreitung fand.
Die kkStB beschaffte für ihre Nebenbahnen bis 1918 insgesamt 211 Stück dieser als Reihe 178 bezeichneten Maschinen, die zeitweise auch auf der Wiener Stadtbahn zum Einsatz kamen. Sie wurden außer von Krauss auch von der Wiener Neustädter Lokomotivfabrik, von der Lokomotivfabrik Floridsdorf und von der Böhmisch-Mährischen Maschinenfabrik geliefert. Im Unterschied zu den SchBB/EWA-Lokomotiven hatte die Staatsbahnausführung einen Kobelrauchfang und unterschied sich auch sonst in einigen Details von diesen. Entsprechend den örtlichen Gegebenheiten hatten die Maschinen auch mehr oder weniger Vorräte, sodass das Dienstgewicht differierte. Spätere Serien erhielten größere, bis zur Rauchkammer reichende Wasserkästen.
Auch die Niederösterreichischen Landesbahnen beschafften für ihr Lokalbahn-Streckennetz acht Exemplare, welche jedoch eine normale Heusingersteuerung aufwiesen.
Nach dem Ersten Weltkrieg verblieben 66 Stück bei der BBÖ, 105 Stück erhielt die ČSD als Reihe 422.0, Jugoslawien reihte sie als SHS/JDŽ 52 ein, Polen als PKP TKp11 und Italien als FS 893. Einige Maschinen kamen auch nach Rumänien, wo sie keine eigene Reihennummer erhielten.

### Die kkStB 178 im heutigen Österreich

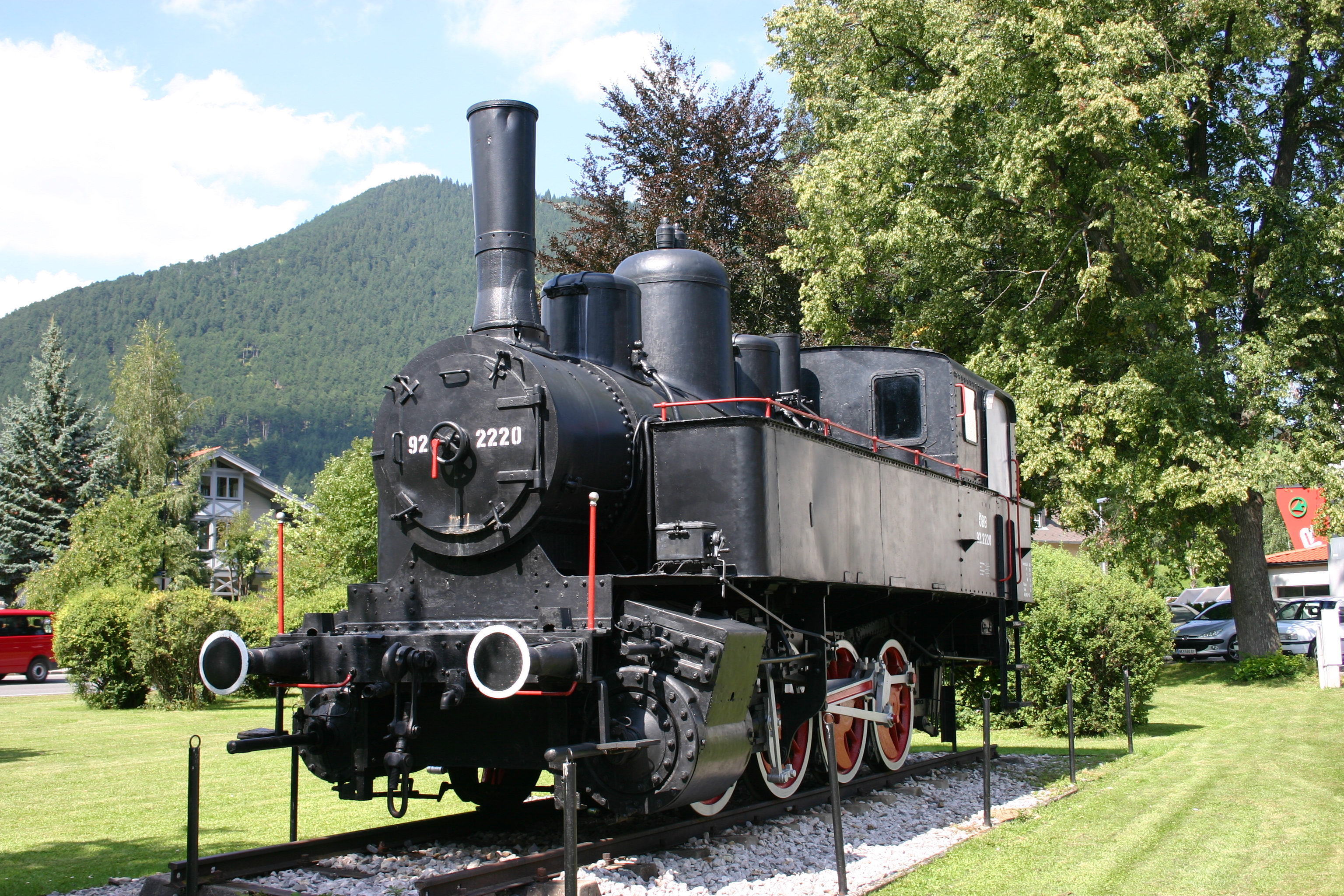
Denkmallokomotive 92.2220 in Puchberg am Schneeberg

In Österreich wurde die Reihe 178 bis 1924 sowohl für die BBÖ als auch für Privatbahnen weitergebaut. Dadurch erhöhte sich nach Verstaatlichung der Privatbahnen die Anzahl der 178er auf 85 Stück. Im Detail waren das folgende Maschinen:
- 178.05–211: 63 Stück von kkStB, keine durchlaufende Nummerierung
- 178.212–226: Neubau für BBÖ, Krauss, 1918–1923
- 178.232: von Steiermärkischen Landesbahnen (Lokalbahn Friedberg–Pinkafeld), Krauss, 1924
- 178.295–302: Niederösterreichische Landesbahnen (NÖLB) 104.01–08, Krauss, 1912–1919
- 178.303–304: ex Nr. 21–22 Militäreisenbahn Felixdorf–Blumau, Krauss, 1915
- 178.801–810: ex Nr. 71–80 der EWA, Krauss, Wr. Neustadt, 1898–1920
- 178.900 war die einzige Zwillingslokomotive dieser Reihe, gebaut für die Wiener Lokalbahnen (WLB), Wr. Neustadt, 1921
- Lok Nr. 1 und 2 der Wolfsegg-Traunthaler Kohlenwerks-AG (1925 gebaut bei Krauss/Linz unter der Fab.Nr.1399 und 1400) Baugleich mit der Lok 178.900.

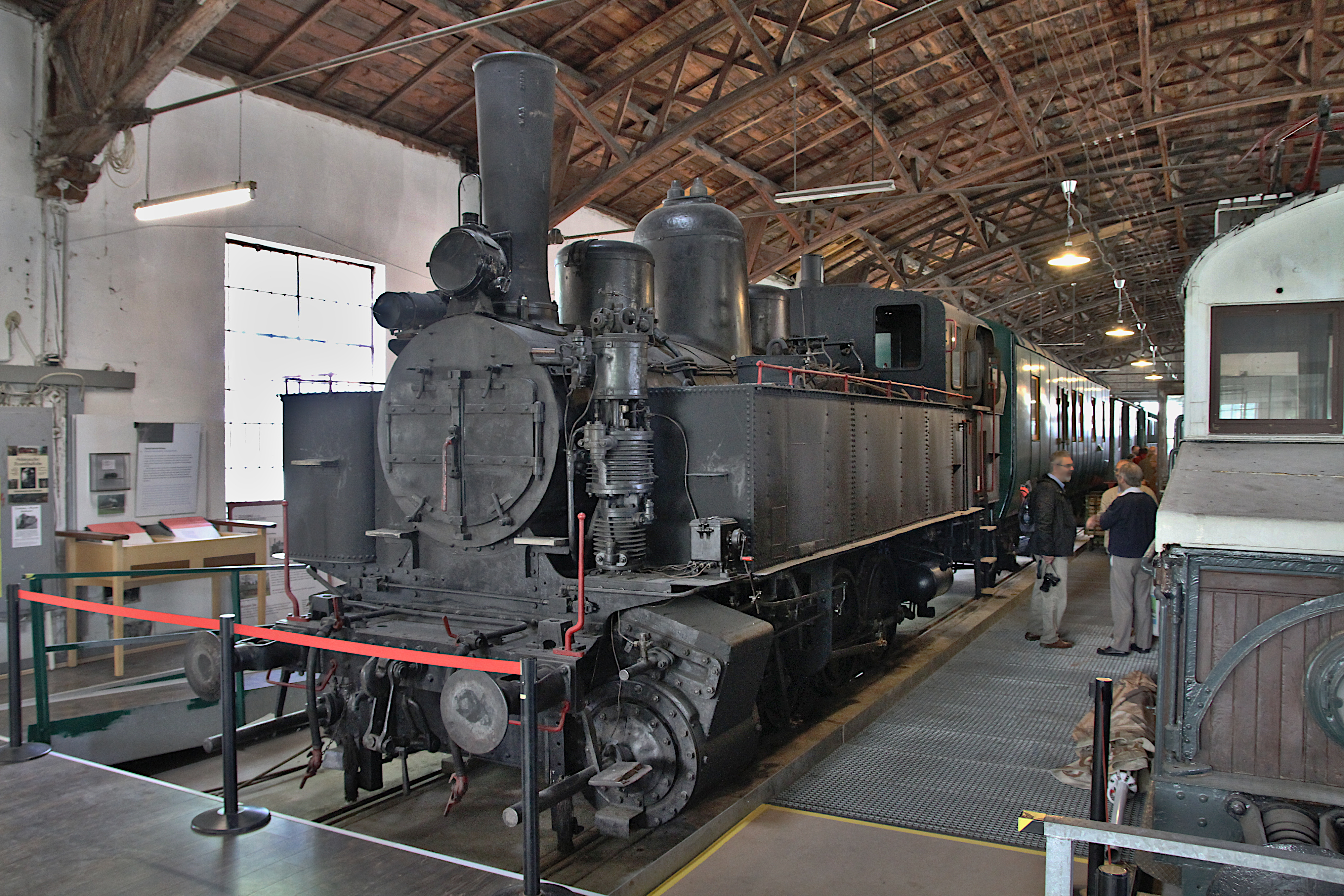
178.84 im Eisenbahnmuseum Schwechat

Nach dem Anschluss Österreichs durch das Deutsche Reich reihte die Reichsbahn die 178er als 92.2211–2294 ein. Die 178.900 bekam die Nummer 92.2201. Im Zuge der Kriegshandlungen kamen noch einige weitere Loks dieser Reihe aus besetzten Gebieten zur DR.
Nach Ende des Zweiten Weltkriegs blieben noch 50 Exemplare der Reihe 92 bei den ÖBB. Die Zwillingslok 92.2201 wurde als ÖBB 192.01 eingeordnet, in Linz stationiert und 1965 ausgemustert. Die 92er wurden bis 1970 aus dem Bestand der ÖBB ausgeschieden. Die 92.2256 kam 1950 im Tausch gegen die 1D1-Tenderlokomotive Nr. 74 zur WLB.
Die Baureihe wurde von folgenden österreichischen Privatbahnen eingesetzt: Eisenbahn Wien-Aspang (einschließlich Schneebergbahn), Niederösterreichische Landesbahnen, Montafonerbahn, Steiermärkische Landesbahnen, Wiener Lokalbahnen sowie auch von der Militäreisenbahn Felixdorf–Blumau.
In Österreich blieben vier Vertreterinnen dieser Reihe erhalten:
- Vorserienlok 92.2220 als Denkmal in Puchberg am Schneeberg[2]
- Die 92.2231, die einige Jahre mit Touristenzügen auf der Montafonerbahn unterwegs war, befindet sich im Eisenbahnmuseum Schwechat.
- Die 92.2271 ist im Besitz des Martinsberger Lokalbahnvereines und wird seit 2010 auf der Lokalbahn Schwarzenau–Zwettl–Martinsberg vor Museumszügen eingesetzt. (Ihre Nummer ist allerdings nur fiktiv, es handelt sich um die Lok 72 der Wiener Lokalbahnen. Die echte 92.2271 wurde am 9. Mai 1968 ausgemustert.)
- Die 92.2234 ist in schrottreifem Zustand im Eisenbahnmuseum Strasshof erhalten geblieben.

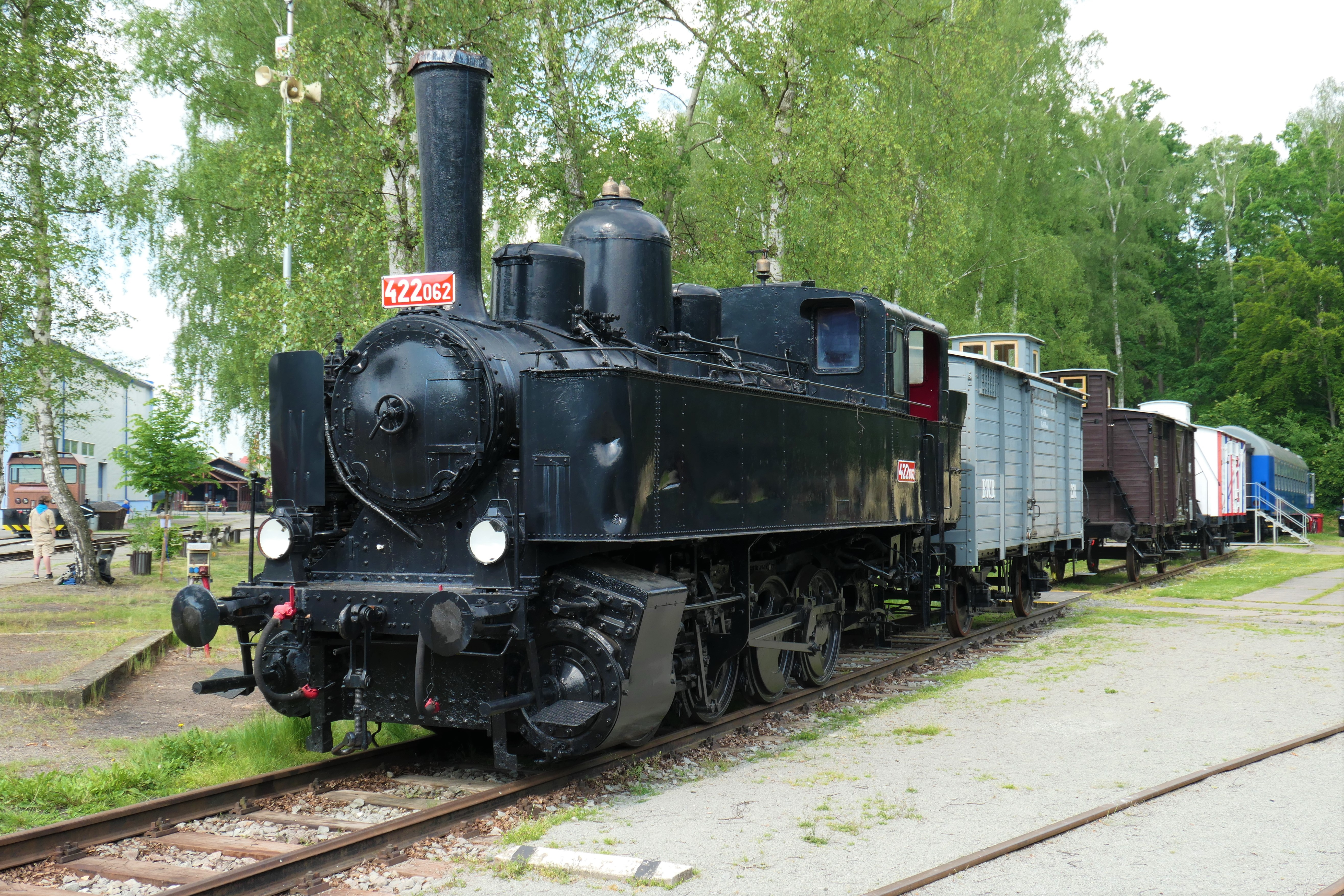
ČSD 422.062 im Eisenbahnmuseum Lužná u Rakovníka (2022)

### Die kkStB 178 bei den ČSD
105 Lokomotiven der Reihe 178 verblieben nach 1918 bei den neu gegründeten Tschechoslowakischen Staatsbahnen (ČSD). Weitere 12 Lokomotiven kamen später noch durch die Verstaatlichung diverser Lokalbahnen hinzu. Die Lokomotiven erhielten ab 1924 die neue Baureihennummer 422.0. Da sich die Lokomotiven bewährten, war die Konstruktion der kkStB 178 Grundlage für die Entwicklung der Baureihen 331.0, 354.1, 423.0 und 433.0.
1970 wurden die letzten Lokomotiven der Baureihe 422.0 ausgemustert. Mehrere Maschinen der ČSD blieben der Nachwelt, zum Teil als betriebsfähige Museumslokomotiven erhalten. Die 422.025 (ehemals kkStB 178.49 „ARCIVÉVODA KAREL“) wird vom Technischen Nationalmuseum in Prag museal erhalten.